# Knebworth 1996
《Knebworth 1996》는 영국의 록 밴드 오아시스의 두 번째 라이브 음반이자, 2021년 다큐멘터리 영화이다. 이 영화는 제이크 스콧이 감독하고 2021년 9월 23일에 발매되었으며, 음반은 2021년 11월 19일에 발매되었다. 둘 다 1996년 8월 10일부터 11일까지 잉글랜드 넵워스 하우스에서 열린 넵워스 페스티벌에서 녹음되었다. 개봉 일주일 후, 이 영화는 영국에서 2021년 가장 높은 수익을 올린 다큐멘터리가 되었다.

## 발매
오아시스 넵워스 콘서트의 다양한 트랙은 이전에 정확한 콘서트 날짜 지정이 있거나 없는 다양한 특별 및 한정 발매로 공개되었다. 8월 11일부터 〈Champagne Supernova〉는 《...There and Then》 한정 CD로 발매되었다. 〈Cast No Shadow〉와 〈Columbia〉는 각각 8월 10일과 8월 11일에 아이튠즈 보너스 트랙으로 컴필레이션 음반 《Stop the Clocks》로 발매되었다. 〈The Masterplan〉과 〈Wonderwall〉은 각각 8월 10일과 8월 11일에 발매된 《(What's the Story) Morning Glory?》 2014년 일본 한정 보너스 트랙을 재발매로 발매되었다. 8월 10일부터 〈My Big Mouth〉는 《Be Here Now》 2016년 재발행으로 발매되었다.

## 곡 목록
모든 곡들은 특별한 언급이 없는 한 노엘 갤러거에 의해 작사/작곡하였다.
| #   | 제목                     | 작사·작곡                        | 재생 시간 |
| --- | ------------------------ | -------------------------------- | --------- |
| 1.  | 〈Columbia〉             |                                  | 4:47      |
| 2.  | 〈Acquiesce〉            |                                  | 3:56      |
| 3.  | 〈Supersonic〉           |                                  | 5:09      |
| 4.  | 〈Hello〉                | 갤러거, 게리 글리터, 마이크 린더 | 2:55      |
| 5.  | 〈Some Might Say〉       |                                  | 5:04      |
| 6.  | 〈Roll with It〉         |                                  | 4:05      |
| 7.  | 〈Slide Away〉           |                                  | 5:47      |
| 8.  | 〈Morning Glory〉        |                                  | 4:12      |
| 9.  | 〈Round Are Way〉        |                                  | 4:47      |
| 10. | 〈Cigarettes & Alcohol〉 |                                  | 4:47      |

| #   | 제목                            | 작사·작곡            | 재생 시간 |
| --- | ------------------------------- | -------------------- | --------- |
| 1.  | 〈Whatever〉                    | 갤러거, 닐 인즈      | 5:59      |
| 2.  | 〈Cast No Shadow〉              |                      | 4:46      |
| 3.  | 〈Wonderwall〉                  |                      | 4:04      |
| 4.  | 〈The Masterplan〉              |                      | 4:40      |
| 5.  | 〈Don't Look Back in Anger〉    |                      | 4:55      |
| 6.  | 〈My Big Mouth〉                |                      | 5:10      |
| 7.  | 〈It's Gettin' Better (Man!!)〉 |                      | 5:56      |
| 8.  | 〈Live Forever〉                |                      | 4:56      |
| 9.  | 〈Champagne Supernova〉         |                      | 7:26      |
| 10. | 〈I Am the Walrus〉             | 존 레논, 폴 매카트니 | 6:40      |

## 인증
| 국가                               | 인증 | 판매량/출하량 |
| ---------------------------------- | ---- | ------------- |
| 프랑스 (SNEP)                      | 골드 | 50,000        |
| 영국 (BPI)                         | 골드 | 100,000       |
| 판매량+스트리밍을 기반으로 한 인증 |      |               |